# Ганненко, Валентина Фёдоровна
Валентина Фёдоровна Ганненко (род. 17 апреля 1936, Ярославский район, Ярославская область) — передовик советской лёгкой промышленности, отделочница Ярославской фабрики валяной обуви Научно-производственного объединения «Транспрогресс» при Совете Министров РСФСР, полный кавалер ордена Трудовой Славы (1991).

## Биография
Родилась в 1936 году в селе Никольское (ныне не существует), в Ярославском районе Ярославской области в русской семье. Отец погиб на фронте, а мать осталась с четырьмя детьми. С детства помогала матери. Завершила обучение в семи классах школы.
Работать начала в сельском хозяйстве, устроившись в колхоз «Родина» Толбухинского района. В 1964 году после преобразования колхоза переехала в Ярославль.
Трудоустроилась на валяльную фабрику, в отделочный цех, работала на заключительном этапе выпуска продукции. Поступивший валенок здесь брили, стачивали неровные поверхности на наждачных камнях. Тяжёлые условия труда в этом цехе требовали большой самоотдачи, мало кто из работников дорабатывал до пенсии. При норме 180—200 пар обуви в смену, выдавала 320 пар. Освоила весь цикл изготовления обуви, помогла подменить любого сотрудника в любом другом цехе.
Указом Президиума Верховного Совета СССР от 21 апреля 1975 года была награждена орденом Трудовой Славы III степени.
Указом Президиума Верховного Совета СССР от 17 марта 1981 года была награждена орденом Трудовой Славы II степени.
Указом Президиума Верховного Совета СССР от 13 мая 1991 года «за большой вклад в повышение производительности труда и изготовление продукции высокого качества» Валентина Фёдоровна Ганненко была награждена орденом Трудовой Славы I степени. Стала полным кавалером Ордена Трудовой Славы.
С 1991 года находится на пенсии, проживает в городе Ярославль.

## Награды и звания
- Орден Трудового Красного Знамени (23.053.1986);
- Орден Трудовой Славы I степени (13.05.1991);
- Орден Трудовой Славы II степени (17.03.1981);
- Орден Трудовой Славы III степени (21.04.1975);
- медали.